# Newsday
Newsday ist eine seit 1940 veröffentlichte Zeitung in den Vereinigten Staaten, die vor allem im Bundesstaat New York im Tabloid-Format erscheint. Sie gehört heute Altice USA und liegt Stand 2019 mit einer Auflage von 251.473 Exemplaren auf dem achten Platz der Zeitungen der Vereinigten Staaten.